# Călăreau împreună
Călăreau împreună (titlu original: Two Rode Together) este un film american Western din 1961 regizat de John Ford după un scenariu de Frank Nugent bazat pe romanul Comanche Captives din 1959 de Will Cook. Rolurile principale au fost interpretate de actorii James Stewart, Richard Widmark și Shirley Jones.

## Prezentare
În anii 1880, în Tascosa, Texas, șeriful federal Guthrie McCabe se mulțumește să fie partenerul de afaceri și personal al atractivei proprietare de saloon Belle Aragon, primind zece la sută % din profitul acesteia. Când rudele celor luați prizonieri de comanși cer ca maiorul american Frazer să-i găsească pe cei pierduți, el folosește o combinație de presiune a armatei și recompense din partea familiilor pentru a-l determina pe reticentul McCabe să preia slujba de a răscumpăra orice prizonier poate găsi. Îl desemnează pe Lt. Jim Gary, un prieten al lui McCabe, să-l însoțească.
Marty Purcell este bântuită de amintirea fratelui ei mai mic Steve, răpit cu nouă ani mai devreme, când el avea opt ani, iar ea 13. Ea păstrează o cutie muzicală care i-a aparținut. McCabe o avertizează că Steve nu-și va aminti de ea pentru că era un băiat când a fost luat. Lui McCabe i se promite o mare recompensă de către Harry Wringle, tatăl vitreg bogat al altui băiat răpit de indieni.
McCabe se târguiește cu căpetenia Quanah Parker și găsește patru prizonieri albi în tabăra acestuia. Doi refuză să se întoarcă cu el, o tânără care este acum căsătorită și are copii și cealaltă o bătrână, doamna Clegg, care se consideră deja moartă. El răscumpără un adolescent pe nume Running Wolf, despre care McCabe speră să fie fiul pierdut al bogaților Wringle, și o mexicană, Elena de la Madriaga. Elena este soția lui Stone Calf (Woody Strode), un rival al lui Quanah. În seara în care cei doi bărbați părăsesc tabăra cu captivii lor „salvați”, Stone Calf încearcă să-și ia înapoi soția și este ucis de McCabe, spre satisfacția lui Quanah.
Running Wolf urăște în mod clar oamenii albi, chiar dacă este alb, el se consideră indian, iar Harry Wringle refuză să-l accepte, dar o femeie grav traumatizată și zdrobită este convinsă că Running Wolf este fiul ei pierdut de mult timp și îl revendică. Mai târziu, când ea încearcă să-i tundă părul, el o ucide . Coloniștii decid să-l linșeze pe băiat, în ciuda încercării Lt. Gary de a-i opri. În timp ce îl târăsc departe, Running Wolf trântește cutia muzicală a lui Marty. O aude cântând și recunoaște melodia. Marty nu-l mai poate salva și este forțată să accepte că nu s-ar fi putut face nimic pentru a-l aduce înapoi pe fratele ei așa cum îl ținea minte. Ea acceptă propunerea de căsătorie a locotenentului Gary.
Elena se trezește ostracizată de societatea albilor, considerată o femeie ușoară și degradată care s-a supus unui sălbatic în loc să se sinucidă. Între timp, ea și McCabe se îndrăgostesc. Cei doi revin în Tascosa, Texas, unde descoperă că Belle l-a luat pe ajutorul său de șerif ca iubit și l-a înlocuit pe McCabe ca șerif. După o ultimă umilință din partea Bellei, Elena decide să plece în California, iar McCabe decide fericit să meargă cu ea. În timp ce pleacă, lt. Gary îi spune lui Belle că prietenul său „a găsit în sfârșit ceva din care își dorește mai mult de zece la sută”.

## Distribuție
- James Stewart - Șeriful Guthrie McCabe
- Richard Widmark - Locotenentul Jim Gary
- Shirley Jones - Marty Purcell
- Linda Cristal - Elena de la Madriaga
- Andy Devine - Sergentul Darius P. Posey
- John McIntire - Major Frazer
- Paul Birch - Judge Edward Purcell
- Willis Bouchey.as Mr. Harry J. Wringle
- Henry Brandon - căpetenia Quanah Parker
- Harry Carey Jr. - Ortho Clegg
- Olive Carey - Mrs. Abby Frazer
- Ken Curtis - Greeley Clegg
- Chet Douglas - Ajutorul de șerif Ward Corby
- Annelle Hayes - Belle Aragon
- David Kent - Running Wolf (Steve Purcell)
- Anna Lee - Mrs. Malaprop
- Jeanette Nolan - Mrs. Mary McCandless
- John Qualen - Ole Knudsen
- Ford Rainey - Reverendul Henry Clegg
- Woody Strode - Stone Calf
- O.Z. Whitehead - Locotenentul Chase
- Ted Knight - Locotenentul Upton